# Hydrochara grandis
Hydrochara grandis är en skalbaggsart som beskrevs av Zimmermann 1869. Hydrochara grandis ingår i släktet Hydrochara och familjen palpbaggar. Inga underarter finns listade i Catalogue of Life.